# Punk Goes Pop Volume 03.
Punk Goes Pop Volume 03. is het tiende album uit de Punk Goes... serie uitgegeven door Fearless Records. Het album bevat covers van populaire popnummers, gespeeld door post-hardcore, metalcore en poppunk bands. Het is uitgegeven op 2 november 2010.

## Nummers
1. "Down" (Jay Sean) - Breathe Carolina
2. "Hot n Cold" (Katy Perry) - Woe, Is Me
3. "Bad Romance" (Lady Gaga) - Artist vs. Poet
4. "In My Head" (Jason Derülo) - Mayday Parade
5. "Right Now (Na Na Na)" (Akon) - Asking Alexandria
6. "Paper Planes" (M.I.A.) - This Century
7. "Heartless" (Kanye West) - The Word Alive
8. "Bulletproof" (La Roux) - Family Force 5
9. "Blame It" (Jamie Foxx) - Of Mice & Men
10. "Run This Town" (Jay-Z) - Miss May I
11. "Airplanes" (B.o.B) - The Ready Set
12. "Dead and Gone" (T.I.) - Cute Is What We Aim For
13. "Need You Now" (Lady Antebellum) - Sparks the Rescue
14. "My Love" (Justin Timberlake) - We Came as Romans

Punk Goes Metal ·
Punk Goes Pop ·
Punk Goes Acoustic ·
Punk Goes 80's ·
Punk Goes 90's ·
Punk Goes Acoustic 2 ·
Punk Goes Crunk ·
Punk Goes Pop Volume Two ·
Punk Goes Classic Rock ·
Punk Goes Pop Volume 03. ·
Punk Goes X ·
Punk Goes Pop Volume 4 ·
Punk Goes Pop Volume 5 ·
Punk Goes Christmas ·
Punk Goes 90s Vol. 2 ·
Punk Goes Pop Vol. 6 ·
Punk Goes Pop Vol. 7